# مردوخای اشپیگلر
مردوخای اشپیگلر (به انگلیسی: Mordechai Spiegler) مهاجم اهل اسرائیل است که از سال ۱۹۶۳ تا ۱۹۷۷ میلادی عضو تیم ملی فوتبال اسرائیل بوده و در ۸۳ بازی ملی حضور داشته است. مردوخای اشپیگلر توانسته در بازی‌های ملی، ۳۳ گل به ثمر برساند.